# Josep Fontserè

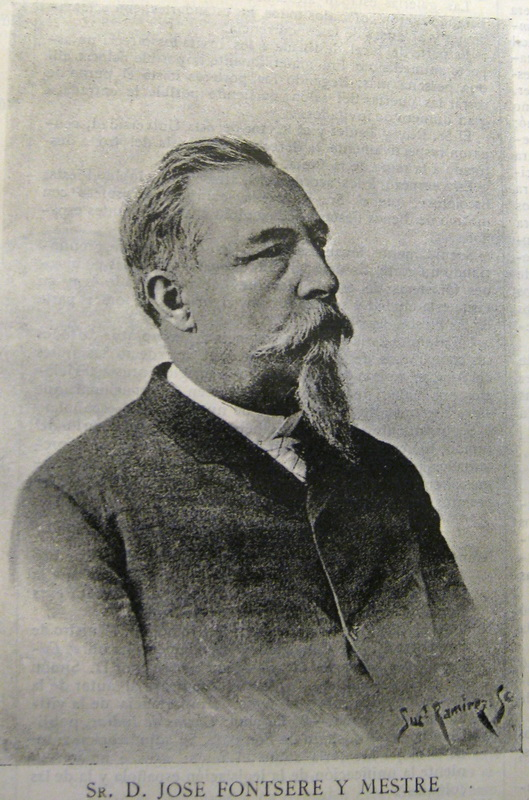
Josep Fontserè

Josep Fontserè i Mestre (* 1829 in Barcelona; † 1897 in Barcelona) war ein katalanischer Baumeister (mestre d’obres). Stilistisch gehören Fontserès Bauwerke zum späten Historismus. Er gilt aber, vor allem mit den Eisenkonstruktionen des Umbracle (‚Schattenhaus‘) im Parc de la Ciutadella, sowie des Mercat del Born als wichtiger Wegbereiter des Modernisme. 

## Biografische Daten
Josep Fontserè war Sohn des Tischlers und Architekten Josep Fontserè i Domènech und Bruder des Baumeisters Eduard Fontserè. Er besuchte die Handelsschule der Junta de Comerç (Handelsvereinigung) im Börsegebäude von Barcelona, danach die Baumeisterschule. Seine Baumeister-Lizenz erhielt er im Jahr 1853. Sein erstes größeres Werk war der Umbau des Theatre Olimp. Zwischenzeitlich arbeitete er als Assistent von Ildefons Cerdà bei Straßenprojekten.

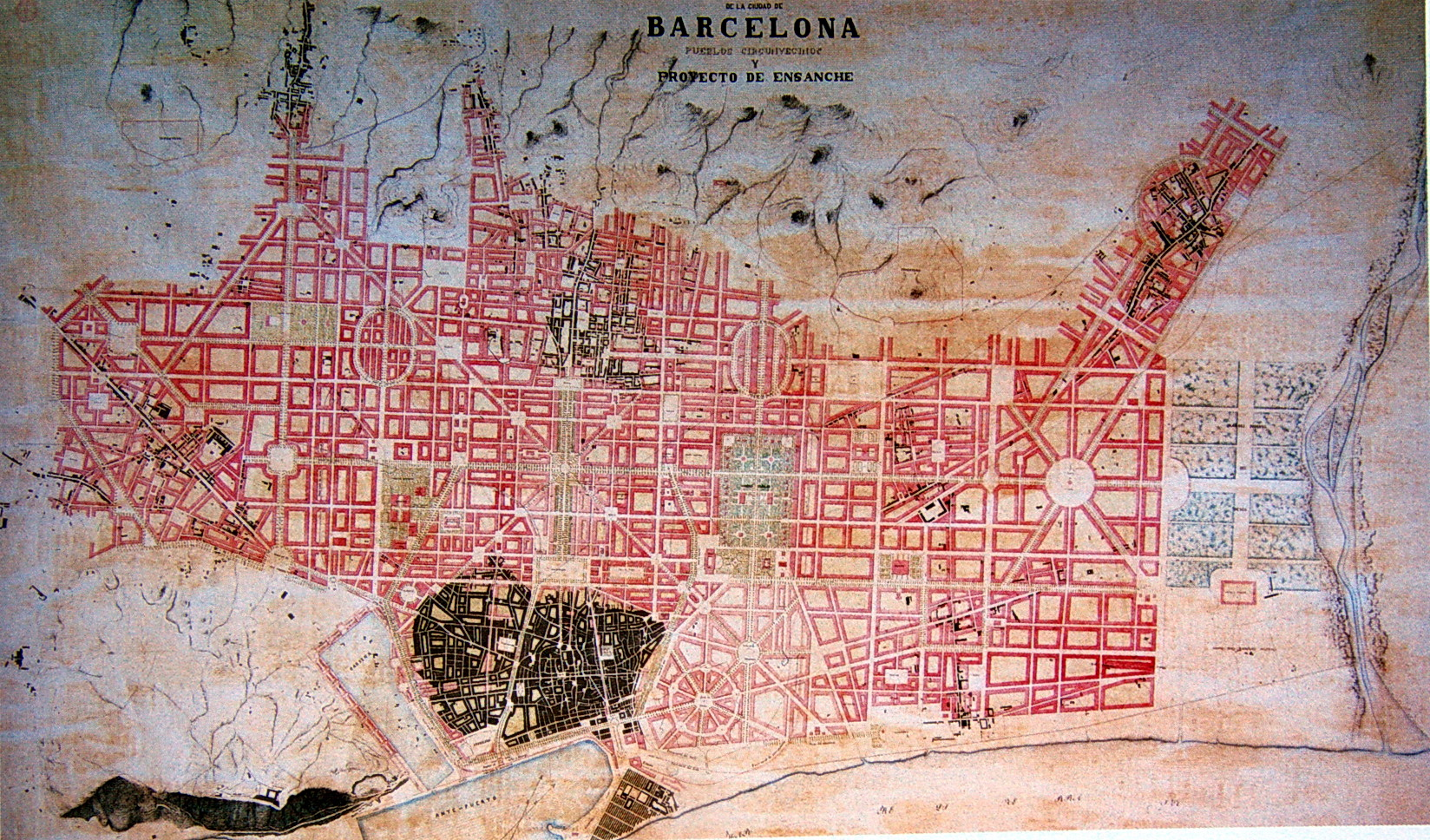
Wettbewerbsentwurf für die Bebauung des Eixample

Im Jahr 1859 erhielt er beim Wettbewerb für die Stadterweiterung von Barcelona die dritte lobende Erwähnung (entspricht dem 4. Platz). Sieger des Wettbewerbs war Antoni Rovira i Trias, letztendlich wurde aber der Pla Cerdà von Ildefons Cerdà ausgeführt. 1869 wurde ein weiteres von Fontserè entworfenes Theater eröffnet, das Teatre Circ Barcelonès. (Das alte Teatre Circ von Antoni Rovira i Trias war im Jahr 1863 abgebrannt) 
1870 gewann Fontserè den Wettbewerb für die Bebauung des Parc de la Ciutadella und errichtete in den darauffolgenden Jahren die Parkanlage, die Einfriedung samt schmiedeeiserner Tore, den Kaskadenbrunnen, mit Skulpturen von Joan Flotats, Llorenç Matamala und Rossend Nobas, einen Wasserspeicher eine Milchtrinkhalle, ein Café und das Umbracle (Schattenhaus). Antoni Gaudí arbeitete in dieser Zeit als Student in Fontserès Büro und war an der Gestaltung der Einfriedung und des Kaskadenbrunnens beteiligt. Außerdem berechnete er die Statik für den Wasserspeicher neu und erhielt dafür das Statik-Zeugnis ohne eine Prüfung ablegen zu müssen.
Durch eine Intrige musste Fontserè als Leiter der Arbeiten im Park zurücktreten. 1888 wurde auf dem Gelände die Weltausstellung ausgerichtet. Dafür wurde Fontserès Cafe abgerissen und an seiner Stelle das Café del Parc von Lluís Domènech i Montaner errichtet, heute bekannt als Castell dels Tres Dragons. Fonterès Umbracle wurde 1886 von Jaume Gustà i Bondia umgebaut, 1888 aber für die Weltausstellung von Josep Amargós i Samaranch wieder in den Originalzustand versetzt.
1873–1876 errichtete Josep Fontserè den Mercat del Born, die erste große Eisenkonstruktion in Barcelona.
Er ist außerdem Autor der Gärten von Torre Melina (1875) und mehrerer Häuserl in Barcelona, 1886 renovierte er die Räumlichkeiten des Cercle del Liceu. In Cambrils errichtete er den Parc Samà, in Xerta wird ihm die Villa Retiro zugeschrieben, eine luxuriöse Villa in vom Modernisme beeinflussten Kolonialstiel.

## Werke
Wichtigste Werke in Barcelona:
- Wiedererrichtung des Teatre Circ Barcelonès (1869)
- Parc de la Ciudatella:
  - Kaskadenbrunnen (1874–1882)
  - Wasserspeicher (1874–1877)
  - Vaqueria (Milchtrinkhalle, 1882)
  - Umbracle (Schattenhaus, 1883)
- Mercat del Born (1876, aufbauend auf einen Entwurf von Antoni Rovira i Trias)[3]
- Restaurierung der Räume des Cercle del Liceu im Gran Teatre del Liceu
- Casa del Marquès de Santa Isabel
- Casa Ignasi Girona

Außerhalb von Barcelona:
- Parc Samà in Cambrils
- Villa Retiro in Xerta (1882, zugeschrieben)

## Bildergalerie

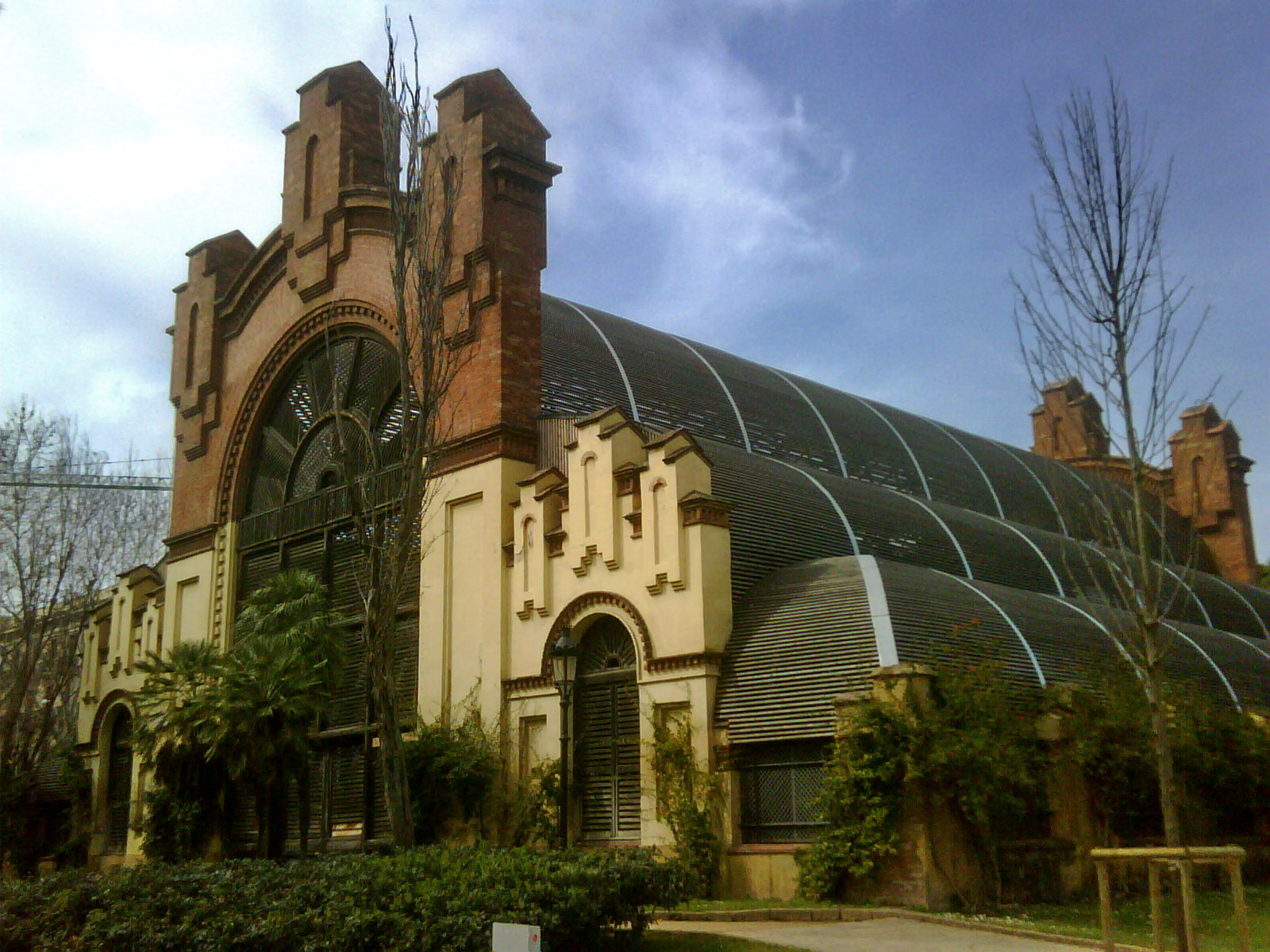
Umbracle
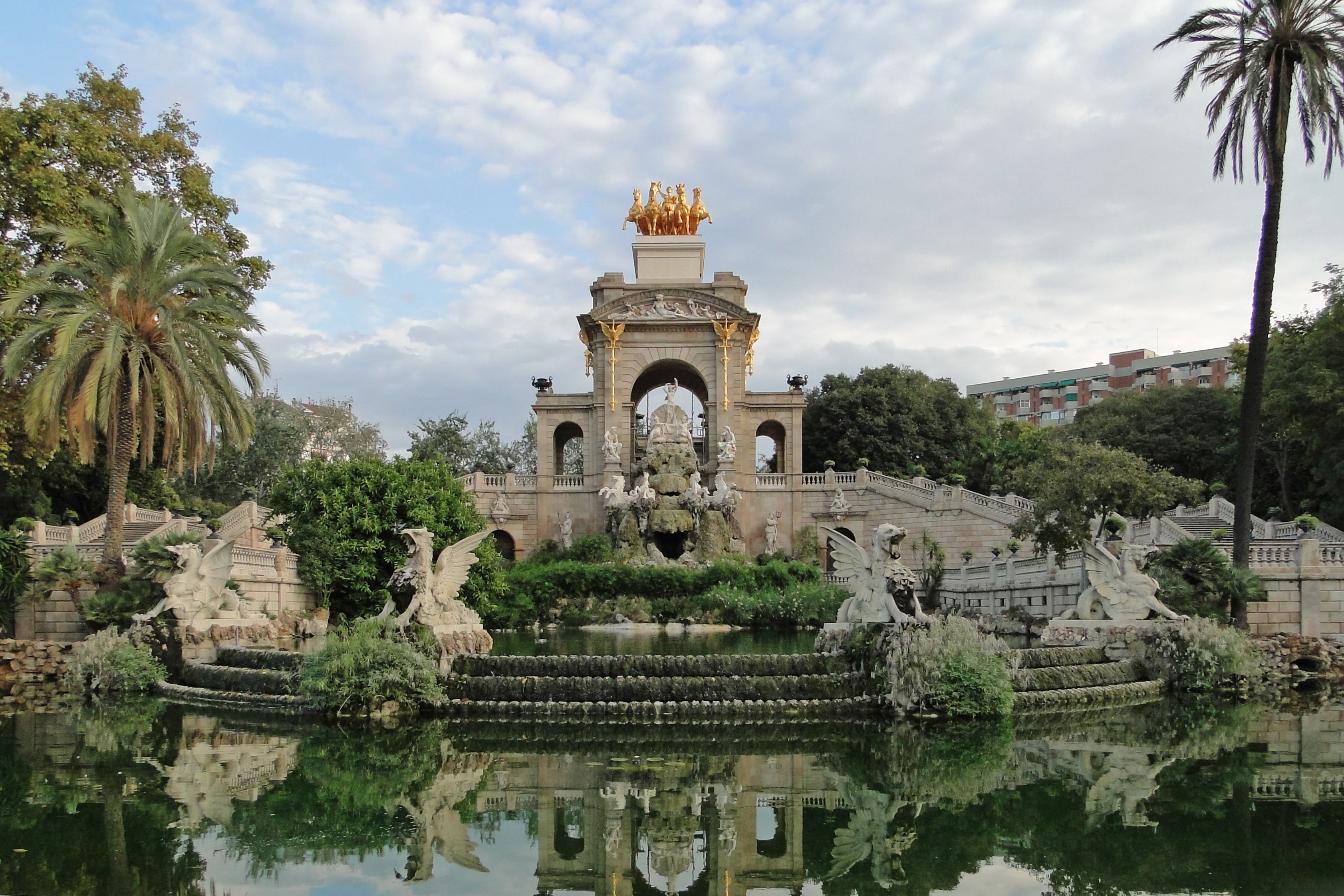
Kaskadenbrunnen
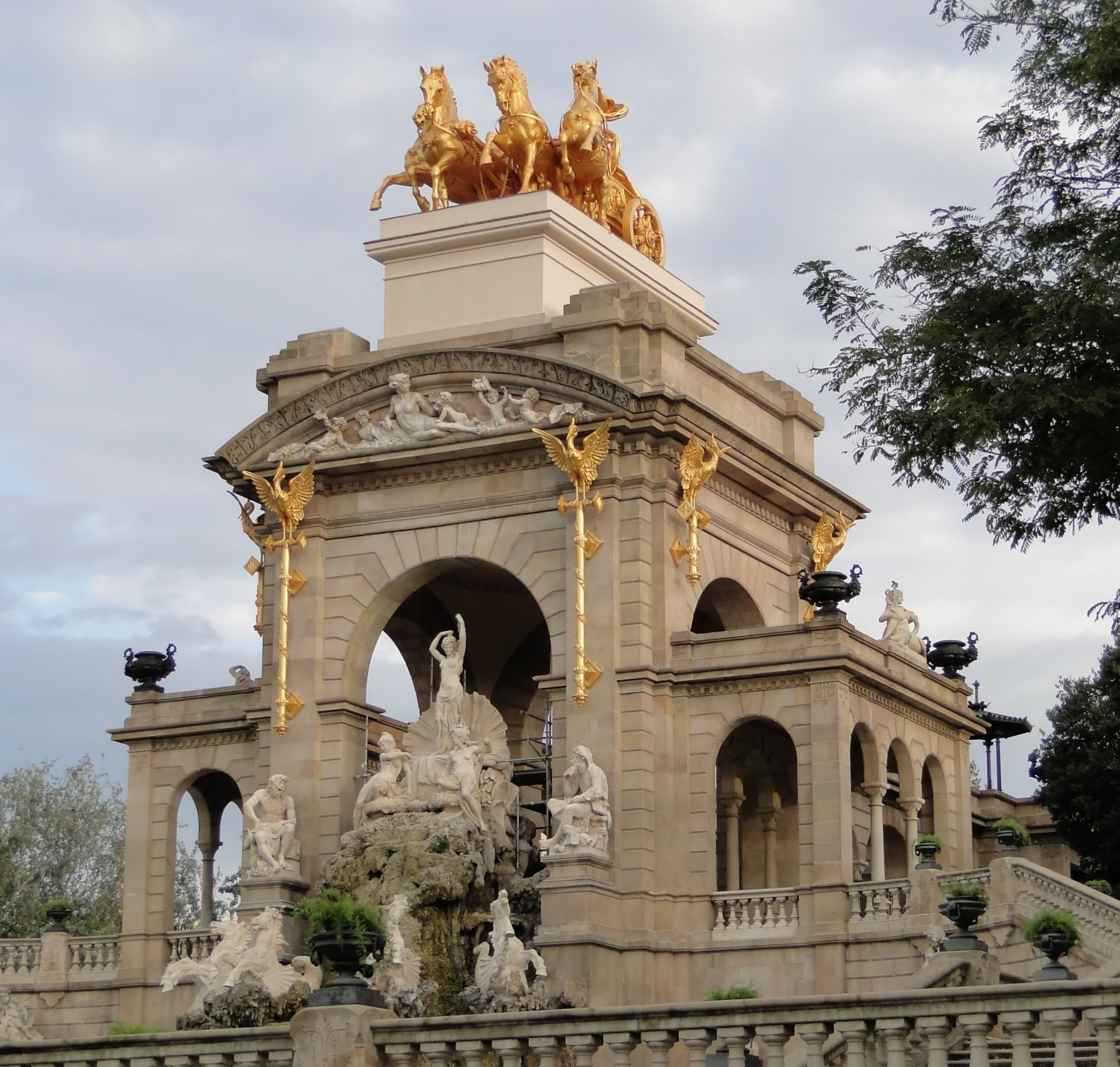
Kaskadenbrunnen
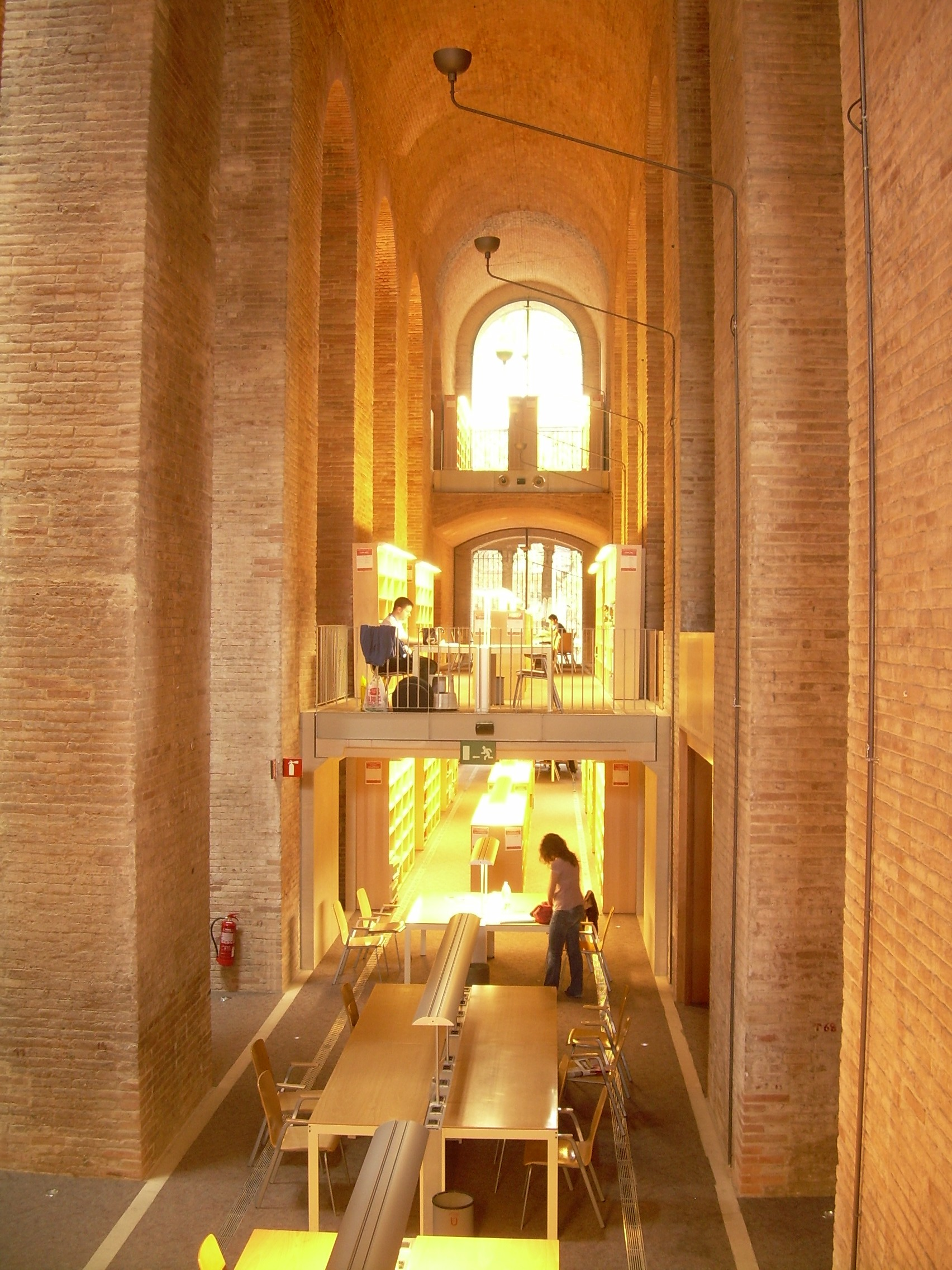
Wasserspeicher, heute Bibliothek
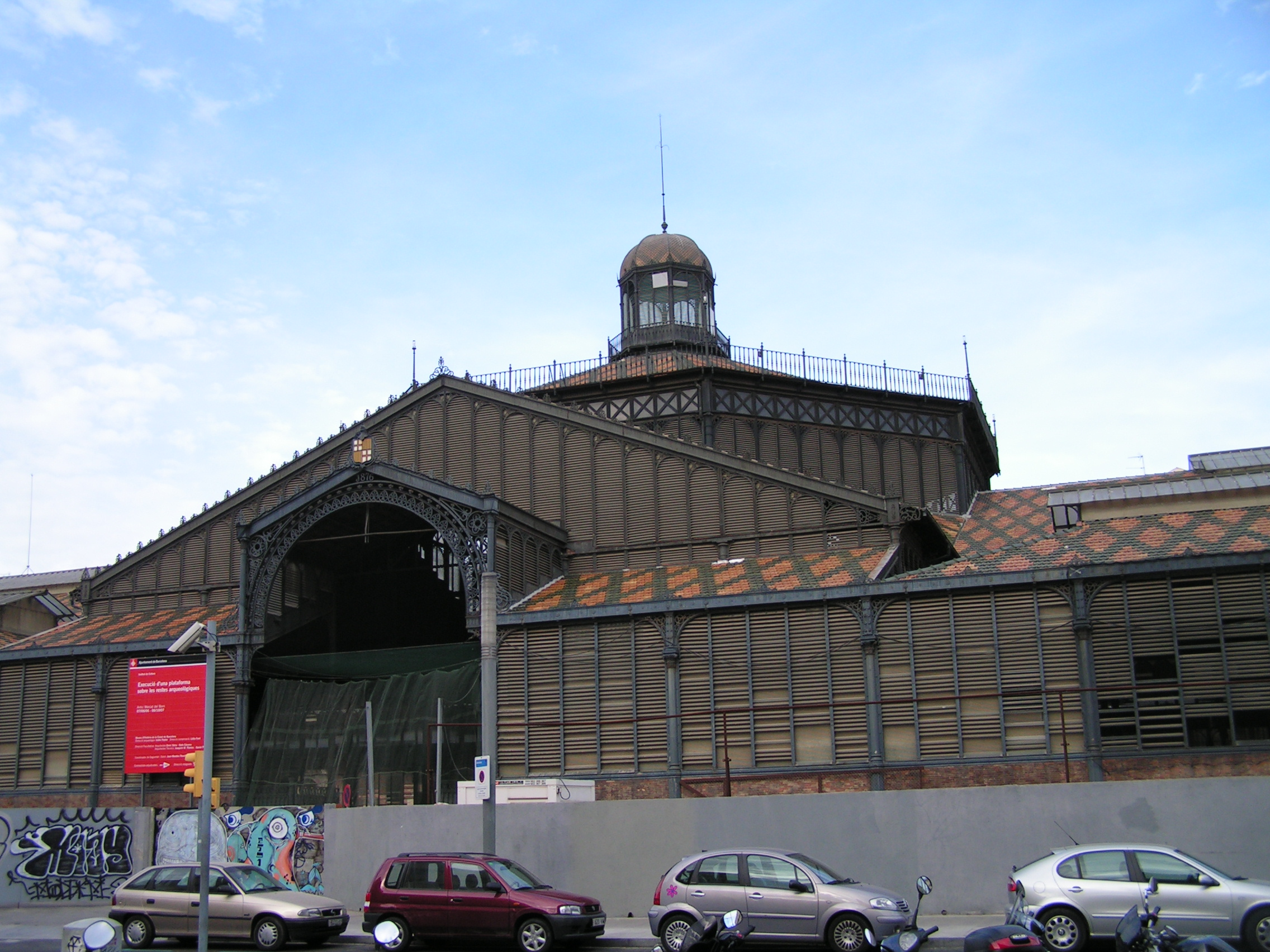
Mercat del Born
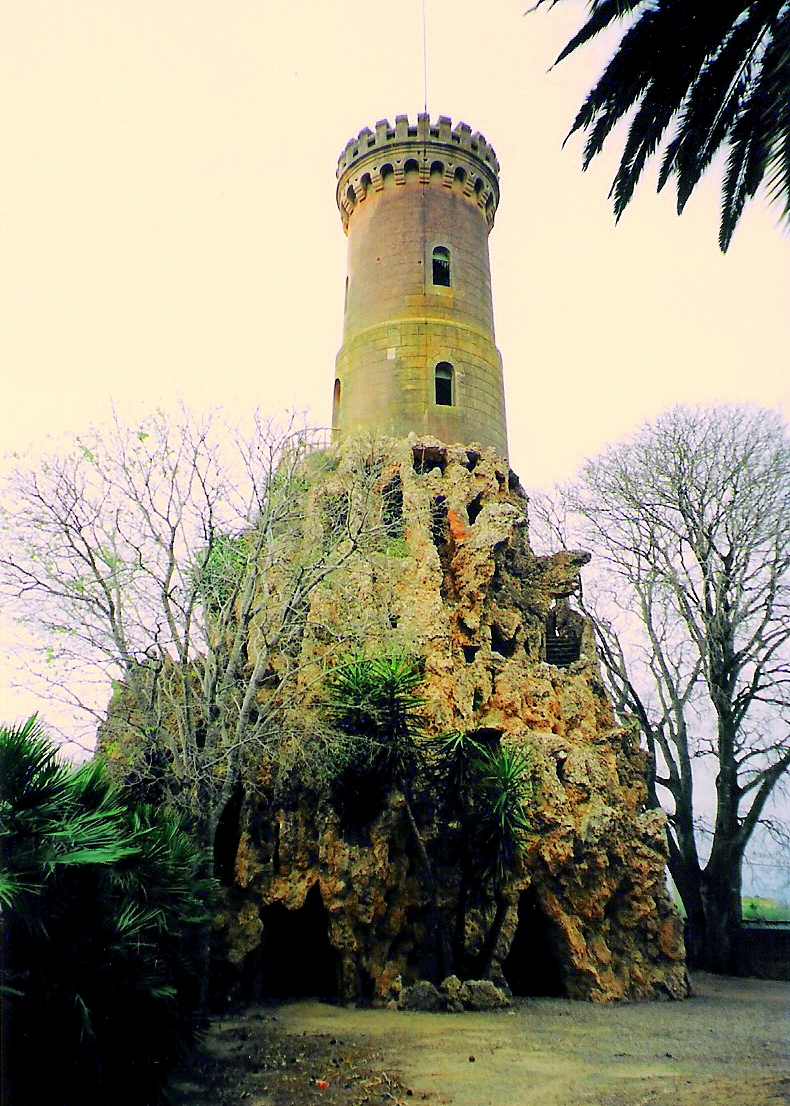
Parc Samà, Cambrils
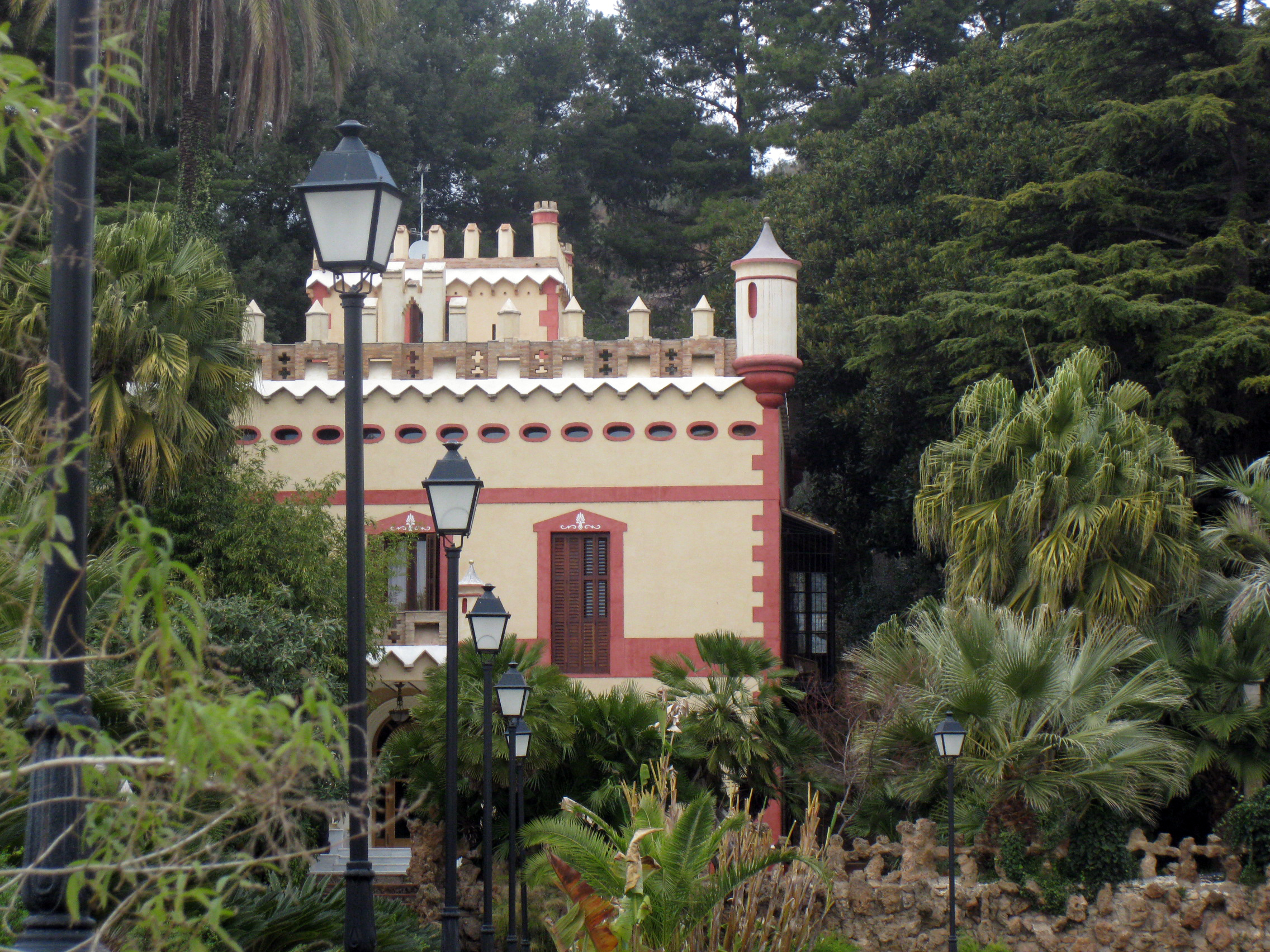
Villa Retiro, Xerta